# Benoît Tihy
 Benoît Tihy est un footballeur français né le 6 juillet 1959 à Montfort-sur-Risle (Eure).

## Biographie
Évoluant au poste d'arrière latéral, Benoît Tihy est formé à l'US Valenciennes Anzin. Il y fait ses débuts professionnels en 1977. Il participe à l'éphémère remontée du Racing parmi l'élite en 1985.
Il joue encore au Toulouse FC et au FC Sochaux, avant de finir sa carrière de joueur professionnel au Lille OSC.
C'est à Bergerac, au milieu des années 1990, qu'il passe du statut de joueur à celui d'entraîneur. Après le FC Bergerac (N2/CFA2), il entraîne le Trélissac FC (DH) en 2000-2001, l'ESA Brive (CFA) en 2001-2002, le Balma SC (CFA/CFA2) pendant deux saisons et enfin l'AS Moulins (National/CFA) de 2004 à 2007.
De mai 2007 à juin 2009, Benoît Tihy dirige les joueurs de Blagnac FC qui dispute le championnat de CFA 2.
Depuis juillet 2010, il est à nouveau l'entraîneur du FC Bergerac (CFA2). Il est démis de ses fonctions de l'équipe première en novembre 2011. Il prend en main la section féminine du club, nouvellement créée. Poste qu'il cumule avec les sections jeunes du club.
Il est "pigiste" auprès de l'équipe de France de foot féminin sous l'ère Philippe Bergeroo (2013/2015) comme superviseur des équipes adverses pendant les éliminatoires et la Coupe du monde féminine de football 2015 au Canada.
En novembre 2020, il témoigne dans un reportage de Téléfoot en hommage à Diego Maradona décédé trois jours plus tôt, de sa rencontre avec le prodige argentin lors d'un match entre le Toulouse FC et le SSC Naples. Au marquage, il parvient à contrer toutes les offensives de l'avent-centre de Naples, qui le félicite avec fair-play à la fin du match pour sa bonne performance de défenseur.

## Vie privée
Benoît Tihy s'est marié avec Patricia Catelinois (1957-2007),. Ensemble, ils ont eu un enfant, Valentin Tihy (né en 1982), qui a notamment porté les couleurs de l'ESA Brive, du Stade poitevin, du Balma SC et de la JS Cugnaux.

## Palmarès
- Champion de France de D2 en 1986 avec le Racing Paris